# Livvakterna (TV-serie)
Livvakterna (originaltitel: Livvagterne) är en dansk TV-serie som hade premiär på DR1 i januari 2009. TV-serien är skriven av Mai Brostrøm och Peter Thorsboe som den sista delen i deras kriminaltrilogi som inleddes med Mordkommissionen (2000–2004) och Örnen (2004–2006).
Handlingen kretsar kring Jasmina el Murad (Cecilie Stenspil), Jonas Goldschmidt (André Babikian) och Rasmus Poulsen (Søren Vejby) som arbetar som livvakter för den danska säkerhetstjänsten (PET).

## Visning
Två säsonger av Livvakterna, på vardera 10 avsnitt, har producerats. Den första säsongen visades i dansk TV från 1 januari till 8 mars 2009, och den andra säsongens från 3 januari till 7 mars 2010. I Sverige började första säsongen visas av SVT1 1 september 2009 och andra säsongen 19 maj 2010.

## Utmärkelser
Livvakterna tilldelades i november 2009 Emmypriset i kategorin Bästa drama. Manusförfattarna Brostrøm och Thorsboe, tillsammans med seriens producent Sven Clausen, har tidigare vunnit Emmy-priser för Mordkommissionen 2002 och för Örnen 2005.

## I rollerna
- Cecilie Stenspil - Jasmina el Murad
- André Babikian - Jonas Goldschmidt
- Søren Vejby - Rasmus Poulsen
- Thomas W. Gabrielsson - Leon Hartvig
- Ellen Hillingsø - Benedikte Tønnesen
- Ditte Gråbøl - Diana Pedersen
- Rasmus Bjerg - Kurt Birk
- Tommy Kenter - Jørgen Boas